# 5 Seconds of Summer
5 Seconds of Summer (abrégé 5SOS) est un groupe australien de pop rock, originaire de Sydney. Formé en 2011, le groupe se compose de Luke Hemmings (chant, guitare), Michael Clifford (guitare, chant), Calum Hood (basse, chant), Ashton Irwin (batterie, chant).

## Histoire

### Formation et débuts (2011–2012)
Le groupe est d'abord composé de Luke Hemmings, Michael Clifford et Calum Hood, qui étudiaient tous dans la même école, le Norwest Christian College à Riverstone, en Australie. Ils décident de se réunir afin de poster des vidéos d'eux-mêmes sur YouTube, réalisant des reprises de chansons célèbres (leur reprise de la chanson de Chris Brown et Justin Bieber, Next to You dépasse à cette période les 600 000 de vues). Jugeant leur groupe « incomplet », ils font passer des auditions à quelques jeunes, et c'est ainsi qu'Ashton Irwin (batteur), les rejoint le 3 décembre 2011, et que le groupe 5 Seconds of Summer est formé.
Le groupe attire l'intérêt de grands labels et éditeurs de musique et signe alors un contrat d'édition avec Sony ATV Music Publishing. Bien que n'ayant eu aucune promotion à part celle venant des réseaux Facebook et Twitter, leur première réalisation, un EP nommé Unplugged, atteint la troisième place du classement iTunes en Australie, et le Top 20 en Nouvelle-Zélande et en Suède. La popularité du groupe s'accroît significativement lorsque Louis Tomlinson, membre du boys band anglais One Direction, poste le lien de la vidéo YouTube de leur chanson Gotta Get Out, affirmant qu'il était fan de 5 Seconds of Summer. Le groupe fut une nouvelle fois le sujet d'intérêt de One Direction : après la sortie de leur premier single, Out of My Limit, le 19 novembre 2012, Louis Tomlinson tweete le lien du clip de cette chanson.
5 Seconds of Summer passe alors la seconde moitié de 2012 à écrire et enregistrer leur musique avec Christian Lo Russo et Joel Chapman du groupe australien Amy Meredith, avec qui ils écrivent deux des chansons figurant sur l'EP Somewhere New - Beside You et Unpredictable. Cet EP est également coproduit par Joel Chapman. Le clip de Out of My Limit reçoit plus de 100 000 vues dans les premières 24 heures après sa parution. En décembre 2012, le groupe passe un séjour à Londres afin d'écrire de nouvelles chansons. Ils écrivent alors avec de nombreux artistes comme le groupe McFly, Roy Stride du groupe Scouting for Girls, Nick Hodgson de Kaiser Chiefs, Alex Gaskarth du groupe All Time Low, Jamie Scott, Jake Gosling, Steve Robson et James Bourne du groupe Busted.

### Popularité croissante (2013–2014)

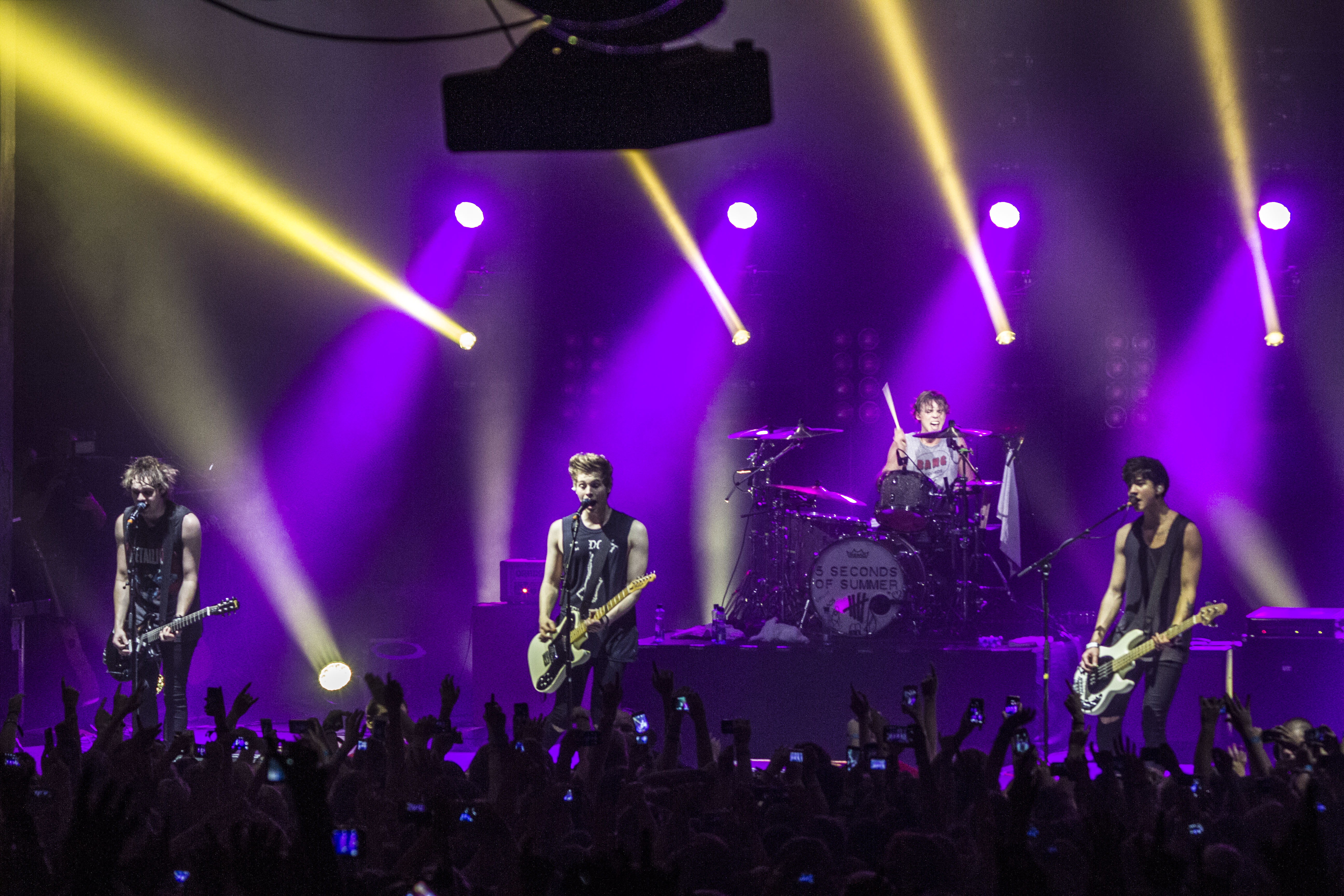
5 Seconds of Summer jouant à l'Enmore Theatre de Sydney, en Australie, le 30 avril 2014.

Le 14 février 2013, 5 Seconds of Summer annoncent qu'ils soutiendront One Direction lors de leur tournée mondiale Take Me Home Tour. La tournée débute à l'O2 Arena de Londres le 23 février 2013 et 5 Seconds of Summer assurent la première partie de One Direction pour les concerts en Angleterre, aux États-Unis, au Canada, en Australie et en Nouvelle-Zélande, incluant sept concerts à l'Allphones Arena à Sydney, ville d'origine du groupe. Cette tournée mondiale se termine le 3 novembre 2013. Pendant les pauses du Take Me Home Tour, le groupe rentre en Australie où part en tournée indépendante et toutes les dates se vendent en quelques minutes. Le 21 novembre 2013, le groupe annonce qu'ils avaient signé à Capitol Records et travaillent sur leur premier album.
Début 2014, 5 Seconds of Summer font une tournée à guichets fermés en Angleterre, puis organisent le 5 Countries 5 days qui consiste à donner cinq concerts en cinq jours dans cinq villes d’Europe (Stockholm, Berlin, Paris, Rome et Madrid) du 31 mars au 4 avril 2014.
Le lien entre 5SoS et One Direction mène les médias à considérer le groupe comme un boys band. Le 5 février 2014, ils sortent leur premier mini album She Looks so Perfect incluant le single She Looks so Perfect, ainsi que les titres Heartache On The Big Screen, The Only Reason et Disconnected pour la première version de l'EP, She Looks so Perfect interprété par Ashton, puis le même titre interprété par Michael et What I Like About You, qui est une reprise du groupe The Romantics. En deux jours, le single se classe numéro 1 dans 39 pays. Après avoir eu du succès en Europe, ils annoncent leur tournée nord-américaine incluant une dizaine de concerts du 11 au 25 avril. Puis le groupe enchaîne avec sa tournée australienne nommé There's No Place Like Home qui inclut six concerts, dont un à Sydney.  Leur EP Don't Stop sort également le 16 juin 2014. La première version contient Don't Stop, Try Hard, Rejects et If You Don't Know. La seconde version, quant à elle comprend Don't Stop, interprété par Calum ainsi que Wrapped Around Your Finger.
Leur premier album, intitulé 5 Seconds of Summer, sort le 30 juin en France. Ils ont l'occasion de jouer et de chanter ces titres lors de la tournée Where We Are Tour de One Direction, lorsqu'ils en font la première partie. En juillet 2014, ils annoncent le nom et les dates de leur nouvelle tournée mondiale Rock Out With Your Socks Out Tour.  5 Seconds of Summer participent à l'iTunes Festival de Londres le 4 septembre 2014 où ils interprètent des chansons de leur album homonyme et de leurs EP sortis quelques mois plus tôt. Leur EP Amnesia sort le 8 septembre 2014, il contient Amnesia, Daylight, American Idiot et Amnesia (Live at Wembley). Leur EP Good Girls qui contient les titres Good Girls, Just Saying, Long Way Home (Acoustic) et Good Girls (Live from the iTunes Festival) sort également le 16 novembre 2014. Le 15 décembre 2014, ils publient leur album LIVESOS qui contient la version live de certaines de leurs chansons de l'album 5 Seconds of Summer et également des EP She Looks So Perfect, Don't Stop et Amnesia.

### Sounds Good Feels Good(2015–2017)

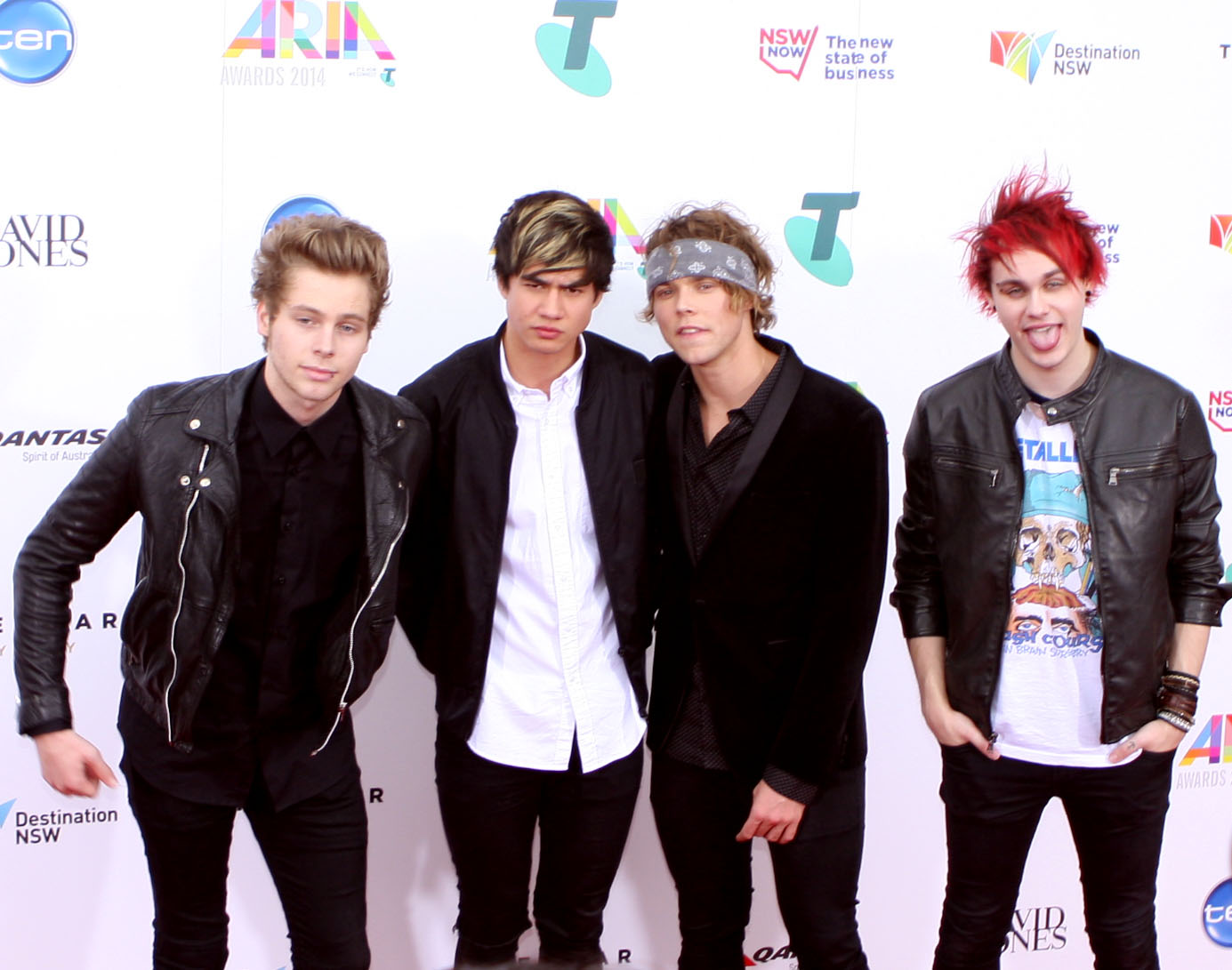
5 Seconds of Summer aux ARIA Music Awards of 2014. De gauche à droite : Luke Hemmings, Calum Hood, Ashton Irwin, et Michael Clifford.

En 2015 a lieu leur tournée mondiale Rock Out With Your Socks Out Tour. Elle commence en Europe (Portugal, Espagne, Italie, Suisse, Danemark, Suède, Norvège, Allemagne, Pays-Bas, Belgique, France, Irlande et Royaume-Uni) du 4 mai au 14 juin, puis continue en Océanie (Nouvelle-Zélande et en Australie) du 18 au 29 juin et se termine en Amérique du Nord (États-Unis et Canada) du 17 juillet au 13 septembre. Cette tournée dure cinq mois et compte soixante-huit concerts. Tout au long de la tournée, ils sortiront des chansons via les radio australiennes comme Fly Away, Money, les futurs singles She's Kinda Hot, Jet Black Heart et Hey Everybody! qui seront présents dans leur prochain album.
En août 2015, 5 Seconds of Summer annoncent leur nouvel album studio Sounds Good Feels Good, qui sortira en octobre et leur deuxième tournée mondiale Sounds Live Feels Live, qui commencera en février 2016. Le groupe jouera dans des lieux où ils n'ont jamais été comme l'Amérique du Sud, l'Asie, l'Amérique du Nord et l'Europe. Après quelques mois d'attente, l'album sort enfin le 23 octobre 2015. Avec Fly Away, Money, She's Kinda Hot, Jet Black, Heart et Hey Everybody! dans la liste des titres, l'album est dit « plus personnel » par le groupe lui-même car il contient des chansons qui traitent de sujets plus graves comme la dépression, le divorce et la solitude. Le 20 novembre 2015 sort leur DVD live How Did We End Up Here?. Dans ce DVD on retrouve l'intégralité de leur concert à Wembley (12-13-14 juin 2015) ainsi qu'un documentaire retraçant le parcours du groupe depuis sa formation en 2011 jusqu'à l'écriture de leur deuxième album en 2015.

### Youngblood(2018–2019)
Le 23 février 2018 sort Want You Back, un single issu du nouvel album à paraître, ainsi qu'une tournée dans l'année,. Le clip du single sort le 27 mars 2018. Le groupe interprète également d’autres morceaux en live tels que Youngblood, Valentine, Lie to Me ou Moving Along. La version studio de Youngblood est sortie ainsi qu'une version acoustique interprétée par Luke à la guitare et au chant.
Leur nouvel et troisième album, Youngblood, est premièrement annoncé pour le 22 juin mais les membres décident de surprendre les fans et d'avancer la date de sortie pour le 15 juin. Ils annoncent aussi leur Meet You There Tour qui sera de moins grande envergure que leur tournée de 2016. À peine une demi-heure après la sortie de Youngblood, ils sont déjà au deuxième rang des meilleurs albums iTunes au Canada, après Christina Aguilera[réf. nécessaire].

### Calm(2020–2021)
Le 5 février 2019, le groupe partage des teasers pour leur prochain single Who Do You Love, une collaboration avec le duo américain The Chainsmokers. Le single sort le 7 février. En mars, le groupe interprète Who Do You Love, avec The Chainsmokers, dans The Tonight Show avec Jimmy Fallon. Le clip officiel est publié le 25 mars 2019. Le groupe est également en tournée avec eux lors de leur tournée North American World War Joy aux côtés de Lennon Stella fin 2019. Le 23 mai 2019, ils sortent le titre Easier comme single principal de leur quatrième album studio à venir. Teeth, de la saison 3 de la série Netflix 13 Reasons Why, sort le 21 août 2019. Le 5 février 2020, ils annoncent leur quatrième album studio Calm (acronyme des premières lettres de chaque prénom de chaque membre : Calum, Ashton, Luke, Michael), sorti le 27 mars 2020, et sortent No Shame, le troisième single de l'album, en même temps. Le 16 février 2020, le groupe se produit à Fire Fight Australia, un concert télévisé au stade ANZ de Sydney, recueillant des fonds pour les secours contre les feux de brousse. Leur prestation, qui était la première en direct de No Shame, a été largement saluée. Le 21 février, ils sortent le titre Old Me en single promotionnel avant de le diffuser à la radio comme quatrième single de l'album le 6 mars. Le 25 mars, ils sortent leur cinquième single, Wildflower.
CALM débute no 1 en Australie et au Royaume Uni. Par ailleurs, à cause d'une erreur d'entrepôt, 11 000 exemplaires sont vendus aux États-Unis une semaine avant la sortie officielle de l'album. Calm débute donc 62e au Billboard 200. Il est ensuite remonté à la deuxième position du classement. Cette erreur provoque l'indignation des fans car sans cette dernière le quatrième album du groupe australien aurait, selon eux, été classé premier du Billboard 200. #billboardcountthe10k est en tendance Twitter et de nombreuses radios comme Sirius XM Hits 1 expriment leur soutien au groupe[réf. nécessaire].
En juin, Billboard nomme l'album parmi les « 50 meilleurs albums de 2020 à ce jour »[réf. nécessaire]. Avec Calm qui vaut au groupe sa quatrième première place consécutive dans leur pays d'origine, les 5 Seconds of Summer sont devenus le deuxième groupe australien de l'histoire à avoir ses quatre premiers albums studio complets au premier rang du classement des albums ARIA. Calm reste l'album physique le plus vendu de 2020 au Royaume-Uni. La tournée No Shame, rebaptisée plus tard Take My Hand World Tour, devait initialement commencer en mai 2020 pour soutenir l'album, mais est reportée à 2022 en raison de la pandémie de Covid-19.
Le 23 septembre 2020, Ashton Irwin annonce la sortie de son premier album solo, intitulé Superbloom, sorti le 23 octobre 2020. Il est le premier membre du groupe à sortir un projet solo. Ashton déclare : « Cela m'apporte la plus grande joie d'être dans un groupe qui me permet de créer librement à l'intérieur et à l'extérieur de celui-ci »[réf. nécessaire]. Le 13 août 2021, Luke Hemmings sort son premier album solo When Facing the Things We Turn Away From. Le 3 décembre 2021, pour célébrer leur dixième anniversaire, le groupe sort le single 2011 ainsi que The 5 Seconds of Summer Show - A 10 Year Celebration, une vidéo YouTube de plus d'une heure qui présente un mélange de spectacles en direct, interviews et sketches comiques.

### 5SOS5(depuis 2022)
Le 2 mars 2022, le groupe sort Complete Mess en tant que premier single de leur cinquième album studio à venir. Le deuxième single, Take My Hand, sort le 1er avril 2022. Le 3 avril 2022, le groupe se lance dans la tournée mondiale reporté Take My Hand, initialement prévue pour 2020. Le troisième single, Me, Myself and I, sort le 11 mai 2022. En mai 2022, le groupe annonce son cinquième album studio, 5SOS5, sorti le 23 septembre 2022. L'album est le premier du groupe sorti indépendamment sous BMG Rights Management. Le quatrième single Blender sort le 13 juillet 2022 et le cinquième single Older (avec Sierra Deaton) sort le 7 septembre 2022, tous deux sortis sans annonce préalable. À la veille de la sortie de l'album, le groupe donne un concert intitulé The Feeling of Falling Upwards au Royal Albert Hall de Londres aux côtés d'un chœur et d'un orchestre. Le concert est également diffusé dans le monde entier et ensuite disponible à la demande pendant trois jours. 5SOS5 figure dans de nombreux pays et fait ses débuts au sommet des palmarès des albums en Australie, au Royaume-Uni, en Écosse et aux Pays-Bas, et au numéro deux du palmarès Billboard 200. L'album est salué pour son lyrisme, sa maturité et pour rendre hommage aux albums précédents du groupe ainsi que pour expérimenter et prendre des risques[réf. nécessaire]. Le 30 novembre 2022, le groupe commence sa tournée australienne de sept spectacles de la tournée mondiale Take My Hand, qui se termine par deux concerts sur le parvis de l'Opéra de Sydney les 9 et 10 décembre 2022.
Le 6 avril 2023, le groupe annonce sur son compte Twitter et Instagram une nouvelle tournée débutant le 20 juillet 2023 à Buenos Aires, en Argentine, nommé The 5 Seconds of Summer Show. Le même jour, ils publient le lien de pré-vente de l'album live de leur concert au Royal Albert Hall The Feeling of Falling Upward — Live from The Royal Albert Hall annoncé pour le 14 avril 2023. Les tickets de leur tournée seront mis en vente le même jour. Ils ajouteront par la suite une seconde date à Buenos Aires (19 juillet 2023) avançant le début de la tournée d'un jour. Le 8 mai 2023, Luke annonce son premier concert solo au Fonda Theatre à Los Angeles pour le 8 juin de la même année. Une seconde date sera ajoutée pour le 9 juin 2023. Le 25 mai 2023, la sortie édité et montée du live de leur concert au Royal Albert Hall est annoncé pour les semaines à venir. Il sortira finalement le lendemain (26 mai 2023).
Le 8 juin 2023, le premier concert solo de Luke aura lieu, il confirmera notamment s'être marié avec Sierra Deaton avec qui il avait annoncé ses fiançailles en juin 2021. Ashton, Michael et Calum seront présent à ses concerts ainsi que sa femme Sierra et Crystal Leigh, la femme de Michael, notamment. Andy DeLuca, le photographe et amis du groupe couvrira l'évènement. Durant le concert, un remix de Baby Blue (Baby Blue Cut Copy Remix) sera publie sur la chaine youtube de Luke. Le 12 juin 2023, Michael et sa femme Crystal annonceront dans un post Instagram et Twitter la grossesse de cette dernière dont l'accouchement est prévu pour le 11 novembre 2023, un mois après la fin de leur tournée The 5 Seconds of Summer Show.

## Influences
Le groupe cite comme influences Blink-182, All Time Low, Good Charlotte, Paramore, Mayday Parade, Boys Like Girls, Busted, Green Day et Fall Out Boy.

## Membres

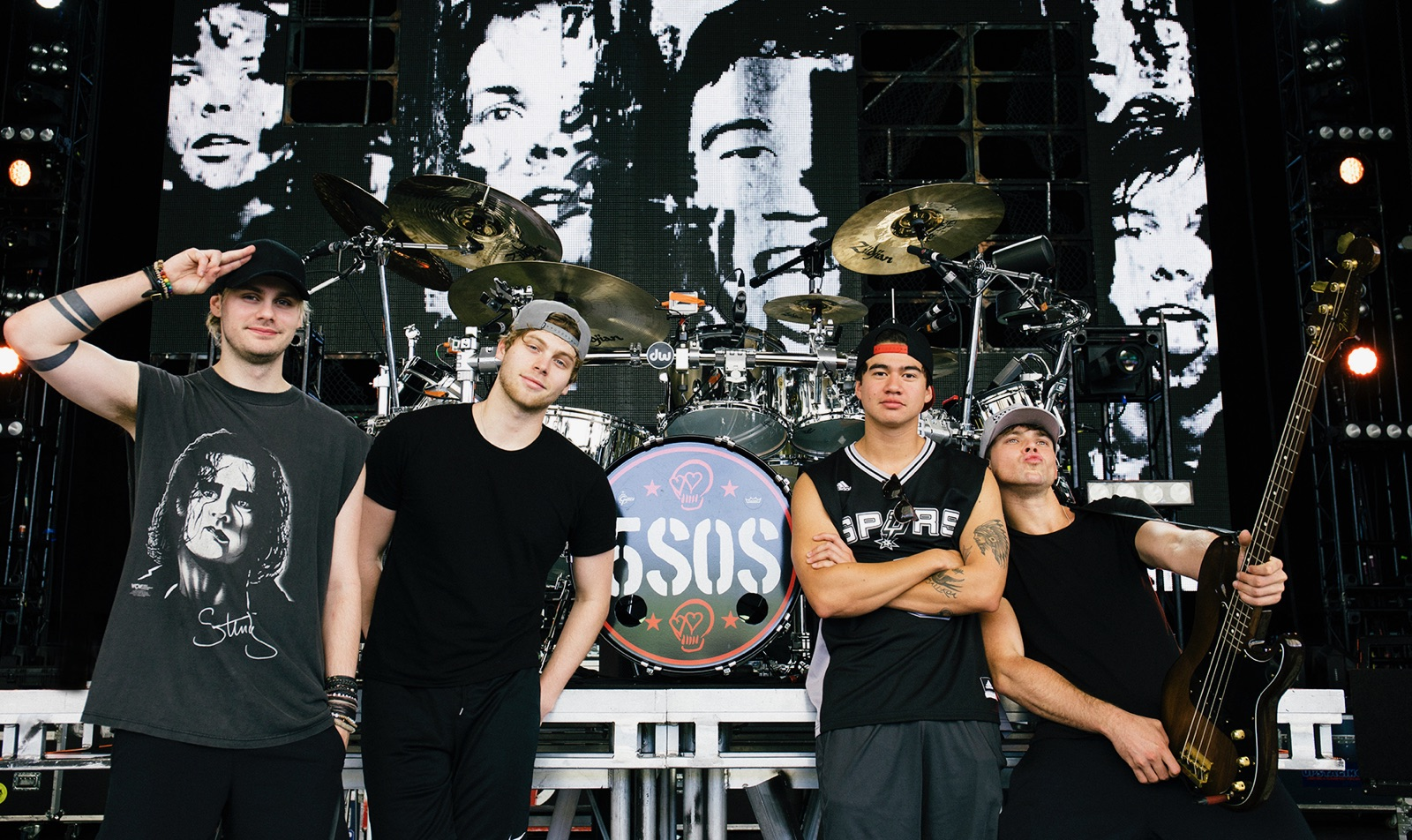
De gauche à droite : Michael Clifford, Luke Hemmings, Calum Hood et Ashton Irwin.

- Luke Hemmings, de son nom complet Luke Robert Hemmings est né le 16 juillet 1996 à Sydney. Luke est le chanteur principal et le guitariste du groupe 5 Seconds of Summer. Avant de faire partie du groupe, il a étudié au Norwest Christian College, Riverstone, à une cinquantaine de kilomètres du centre de Sydney. Il a des origines australiennes. Il a commencé à poster des vidéos de lui sur YouTube où il reprenait des chansons telles que Just The Way You Are de Bruno Mars ou Jersey de Mayday Parade. Ce n'est qu'en 2011 qu'il a décidé de créer un groupe avec Calum Hood et Michael Clifford. Sa mère se nomme Liz et son père Andrew. Il a aussi deux frères plus âgés, Ben et Jack. Il sort son premier album solo le 13 août 2021, When Facing The things We Turn Away From (WFTTWTAF). Il se fiance à Sierra Deaton en juin 2021 et confirme leur mariage lors de son premier concert solo à The Fonda Theatre à Los Angeles le 8 juin 2023, en mentionnant Sierra comme sa femme (My wife, Sierra).
- Calum Hood, de son nom complet Calum Thomas Hood, est né le 25 janvier 1996 à Sydney. Il est l'un des chanteurs et le bassiste du groupe. Tout comme Luke et Michael, il a étudié au Norwest Christian College de Riverstone, près de Sydney. Il a des origines néo-zélandaises et écossaises. Sa mère s'appelle Joy et son père David. Il a aussi une grande sœur nommée Mali-Koa qui a participé à la première saison deThe Voice Australie en 2012.
- Michael Clifford, de son nom complet Michael Gordon Clifford, est né le 20 novembre 1995 à Sydney. Il est l'un des chanteurs et des guitaristes du groupe, il a étudié au Norwest Christian College de Riverstone, tout comme Luke et Calum. Il a des origines anglaises, écossaises, irlandaises, allemandes et australiennes. Sa mère se nomme Karen et son père Daryl et il est enfant unique. Il se fiancera puis se mariera avec Crystal Leigh avec qui il annoncera attendre un enfant en 2023 pour le 11 novembre 2023.
- Ashton Irwin, de son nom complet Ashton Fletcher Irwin, est né le 7 juillet 1994 à Hornsby. Il est mi-australien et mi-américain, et dit avoir des origines irlandaises. Il a étudié à Richmond High School, pas très loin de Sydney, et en est diplômé. Il est le batteur du groupe, il chante aussi quelques chœurs ainsi que des solos. Ashton a rejoint le groupe le 3 décembre 2011. Sa mère se nomme Anne-Marie, il a un frère, Harry, et une sœur, Lauren, qui sont tous les deux plus jeunes que lui. Il sortira en octobre 2020 son premier album solo, Superbloom.

## Discographie

### Singles
- 2012 : Out of My Limit
- 2014 : She Looks So Perfect
- 2014 : Don't Stop
- 2014 : Amnesia
- 2014 : Good Girls
- 2014 : What I Like About You
- 2015 : She's Kinda Hot
- 2015 : Hey Everybody
- 2015 : Jet Black Heart
- 2016 : Girls Talk Boys
- 2018 : Want You Back
- 2018 : Youngblood
- 2018 : Valentine
- 2018 : Killer Queen
- 2019 : Who do you love? feat. The Chainsmokers
- 2019 : Easier
- 2019 : Teeth
- 2020 : No Shame
- 2020 : Old Me
- 2020 : Wildflower
- 2021 : 2011
- 2022 : Complete mess
- 2022 : Take My Hand
- 2022 : Me, Myself and I
- 2022 : BLENDER
- 2022 : Older feat Sierra Deaton

### Clips
| Année | Titre                                     | Réalisateur                 | Date de sortie |
| ----- | ----------------------------------------- | --------------------------- | -------------- |
| 2012  | Out Of My Limit                           | Bryce Jepsen                | 26 novembre    |
| 2013  | Heartbreak Girl                           | Charlie Miller              | 22 février     |
| 2013  | Try Hard                                  | Ben Winston                 | 1er juin       |
| 2013  | Wherever You Are                          | Ben Winston                 | 23 septembre   |
| 2014  | She Looks So Perfect                      | Frank Borin                 | 24 février     |
| 2014  | Don't Stop                                | Isaac Rentz                 | 18 mai         |
| 2014  | Amnesia                                   | Isaac Rentz                 | 31 juillet     |
| 2014  | Good Girls                                | Isaac Rentz                 | 10 octobre     |
| 2014  | What I Like About You : Live At The Forum |                             | 5 décembre     |
| 2015  | She's Kinda Hot                           | Isaac Rentz                 | 3 août         |
| 2015  | Hey Everybody!                            | Isaac Rentz                 |                |
| 2015  | Jet Black Heart                           | Isaac Rentz                 | 17 décembre    |
| 2016  | Girls Talk Boys                           | Isaac Rentz                 | 22 juillet     |
| 2018  | Want You Back                             |                             | 27 mars        |
| 2018  | Youngblood                                | Frank Borin et Ivanna Borin | 26 avril       |
| 2018  | Valentine                                 | Andy DeLuca et Ashton Irwin | 13 septembre   |
| 2019  | Lie to Me                                 |                             | 8 janvier      |
| 2019  | Lie to Me - Acoustic                      |                             | 1er février    |
| 2019  | Easier                                    | Grant Singer                | 23 mai         |
| 2019  | Teeth                                     | Thibaut Duverneix           | 21 août        |
| 2020  | No Shame                                  | Hannah Lux Davis            | 7 février      |
| 2020  | Old Me                                    | Hannah Lux Davis            | 10 mars        |
| 2020  | Wildflower                                | Andy DeLuca                 | 16 avril       |
| 2022  | Complete Mess                             | Lauren Dunn                 | 2 mars         |
| 2022  | Me Myself and I                           | Harry Law                   | 13 mai         |
| 2022  | Bad Omens                                 | Alyona Shchasnaia           | 26 septembre   |
| 2022  | Older (feat. Sierra Deaton)               | Frank Borin et Ivanna Borin | 18 octobre     |

## Distinctions
5 Seconds of Summer remportent le 7 décembre 2013 le prix de l'artiste australien de l'année (l'Oz Artist Award) organisé par Channel [V] (chaîne de télévision musicale australienne), ce qui constitue leur première récompense en tant que groupe. Peu de temps après, le 17 décembre 2013, leurs fans leur ont fait remporter le MTV Award du meilleur groupe révélé en 2013[réf. nécessaire]. Ils remportent aussi un EMI Music Australia Award en mars 2014 grâce au single She Looks So Perfect puis le prix du meilleur clip lyrique en août 2014 pour Don't Stop. Les récompenses de l'année 2014 se poursuivent puisqu'ils gagnent le American Music Award du nouvel artiste de l'année, le Teen Choice Award de la révélation groupe de l'année ainsi que le Teen Choice Award du meilleur groupe de l'été et pour finir, ils gagnent trois MTV Europe Music Award pour le : meilleur(e) artiste MTV PUSH, meilleur(e) nouvel(le) artiste, et meilleur(e) artiste australien(ne).